# Static Tensions
Static Tensions to czwarty album długogrający zespołu Kylesa, wydany 17 marca 2009, przez Prosthetic Records.

## Lista utworów
Wszystkie utwory napisane przez Phillipa Copea, Carla McGinelya i Laure Pleasants, jeżeli nie zaznaczono inaczej.
1. Scapegoat – 3:25
2. Insomnia for Months (Cope, Eric Hernandez, Pleasants) – 2:04
3. Said and Done – 4:00
4. Unknown Awareness – 4:22
5. Running Red – 5:46
6. Nature's Predators – 4:10
7. Almost Lost – 3:03
8. Only One – 5:20
9. Perception – 3:43
10. To Walk Alone – 4:22

## Twórcy
- Phillip Cope – gitara, śpiew
- Laura Pleasants - gitara, śpiew
- Carl McGinely - perkusja, sample
- Eric Hernandez - perkusja
- Javier Villegas - perkusja